# 小柳平助
小柳 平助（こやなぎ へいすけ、1830年（文政13年） - 1862年5月14日（文久2年4月16日））は、肥後国飽田郡（現：熊本県熊本市）出身の元大相撲力士。本名は不明。「小柳殺し」と呼ばれる殺人事件で名が伝わる。

## 経歴
1830年に肥後国飽田郡（現：熊本県熊本市）で生まれる。熊本藩抱えの力士で、湊部屋（大坂相撲）に入門したのち、湊（不知火諾右衛門）の方針で阿武松部屋（江戸相撲）
へ送られて1854年4月場所で二段目（現在の幕下）から初土俵を踏んだ。1860年10月場所で新入幕を果たすと、当初は負け越したもののそれ以降は勝ち越しを続け、順調に出世していったかに見えた。
しかし、小柳は普段から傲慢不埒で酒癖が悪く、それによって弟弟子に強く当たることが多かったため、次第に恨みを買うようになっていく。1862年4月場所での小柳は自己最高位の西前頭3枚目で、5日目に雲龍久吉（第10代横綱）、7日目（旧暦4月14日）に陣幕久五郎（前頭2枚目、後の第12代横綱）を破った。不知火光右衛門（大関、後の第11代横綱）が同じ熊本藩が抱えていた力士の中で陣幕を大の苦手としており、自分より番付が上の対戦相手に勝利し、しかもその相手が小柳の師匠で故郷の英雄である不知火でも勝てなかった陣幕だったことで、小柳は非常に得意げになっていた。
陣幕戦勝利の祝宴から泥酔状態で、熊本藩の抱え力士が定宿としていた「下総屋」へ帰ってきた小柳は、いきなり若い者の不動山岩吉（小柳の弟弟子で三段目2枚目）と殿り峰五郎（不知火の若い者で幕下）に怒鳴った上に殴って2階へ行き、深い眠りに就いた。不動山と殿りは以前から小柳の振る舞いに対して不満が蓄積しており、この日ついに不満が爆発、不動山と殿りは小柳を刺殺することを決意した。不動山は脇差を持って裏梯子から2階へ行き、殿りは表梯子から上がって小柳を挟み撃ちにする計画で、まず不動山が寝ている小柳に対して2回斬り付けた。飛び起きた小柳が不動山を組み伏せようとすると、殿りが小柳の左肋骨から腰を目掛けて斬り付けたため、小柳は布団の上に仰向けに倒れた。小柳の呻き声で隣室で寝ていた不知火が目を覚まし、床の間にあった刀を鷲掴みにして唐紙を蹴破って飛び込んで来ると、驚いた殿りは階段を駆け下りて一目散に逃げて行った。不知火が追い掛けて行くが、その隙に不動山は起き上がって小柳の横腹に刀を突き刺し、雨戸を外して逃走した。小柳は最後に不動山から受けた横腹への一撃が致命傷となり、2日後の旧暦4月16日に現役のまま死去、事件を受けて不知火も8日目より休場したが、4月場所そのものが9日目より中止となった。
小柳を殺害後に逃走していた殿りは自首して獄死（病死）したと伝わるが、不動山は大阪方面へ逃げ、縁の有る梅田の光運寺の住職を頼って潜伏していたが、長居できずに住職から15両を受け取り、5両を妻子に残して北海道へ逃げたとも、野洲方面に潜伏している間に水戸浪士の乱が起こり、これに参加したが幕府に捕らえられて処刑された、もしくは戦死したとも伝わっているが消息は不明である。
因みに2016年に初土俵を踏んだ豊山は新入幕の直前まで、四股名を本名でもある「小柳」（但し、読みは「おやなぎ」）を名乗っていた。所属している時津風部屋等の周囲からは本項の小柳の事件を連想させるもので縁起が悪いとの事で、別の四股名を付けるべきだと提案されるも、小柳は「150年以上も前の大昔の事ですから」と特に気にせず、2017年3月場所まで名乗り続けた。